# Caroux-Espinouse

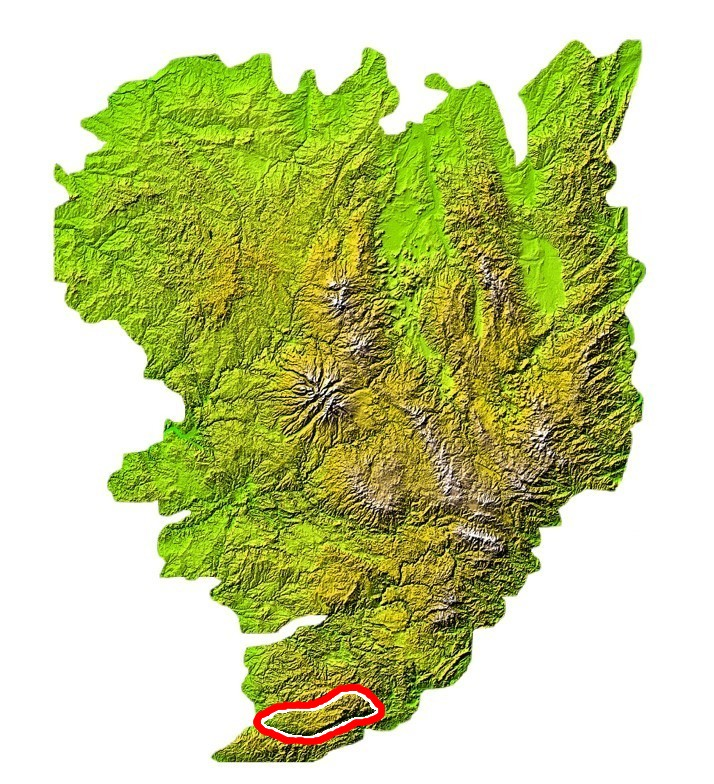
Carta del massiccio dell'Espinouse

Il massiccio del Caroux e dell'Espinouse è un gruppo montuoso francese che fa parte del Massiccio Centrale e si trova nell'dipartimento dell'Hérault.
Il Caroux-Espinouse appartiene al gruppo montagnoso chiamato monts de l'Espinouse. Il Caroux costituisce la parte meridionale del Massiccio centrale più vicina al litorale mediterraneo. Il massiccio del Caroux-Espinouse è incluso nel perimetro del Parco naturale regionale dell'Alta Linguadoca.

## Geografia

### Topografia
La linea di cresta dell'Espinouse assicura lo ripartizione delle acque tra i bacini atlantico e mediterraneo. Essa culmina a 1124 m  d'altezza s.l.m., contro i 1091 m del monte Caroux.

### Idrologia
I principali corsi d'acqua che nascono dal massiccio sono:
- Agout
- Dourdou de Camarès
- Mare

### Geologia
L'Espinouse è una montagna formata di terre antiche (graniti, ortogneiss e scisti). Essa contiene giacimenti di fossili che sono stati sfruttati a Castanet-le-Haut e a Saint-Geniès-de-Varensal.

## Attività
Il settore dell'energia eolica si è sviluppato sui monti dell'Espinouse, il che ha dato luogo ad alcune controversie locali.
Il massiccio è percorso  dal GR 7. Il Caroux offre numerose vie d'arrampicata.

## Protezione dell'ambiente
La zona beneficia della protezione del "parco naturale regionale dell'Alta Linguadoca".

Dal 1960, i mufloni sono stati introdotti nel massiccio del Caroux: dai 19 animali originali, la popolazione è aumentata dall'ordine di mille capi negli anni 2000. La specie sembra essersi adattata al suo nuovo ambiente. In assenza di predatori naturali nell'ambiente, la limitazione del loro numero è dovuta a campagne di caccia regolamentate.

## Galleria d'immagini

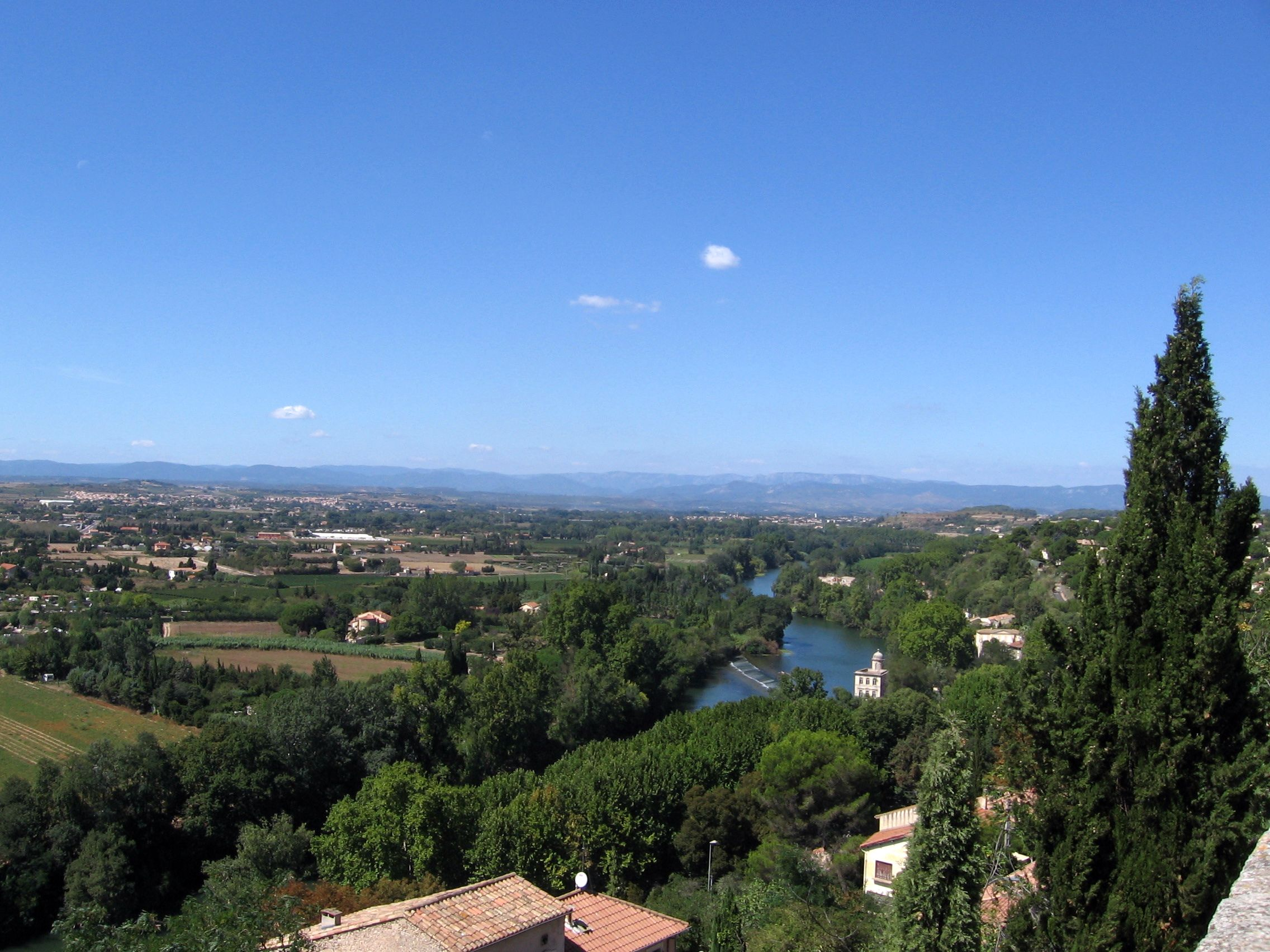
L'Orb nella piana della Linguadoca. Sullo sfondo, il massiccio del Caroux-Espinouse
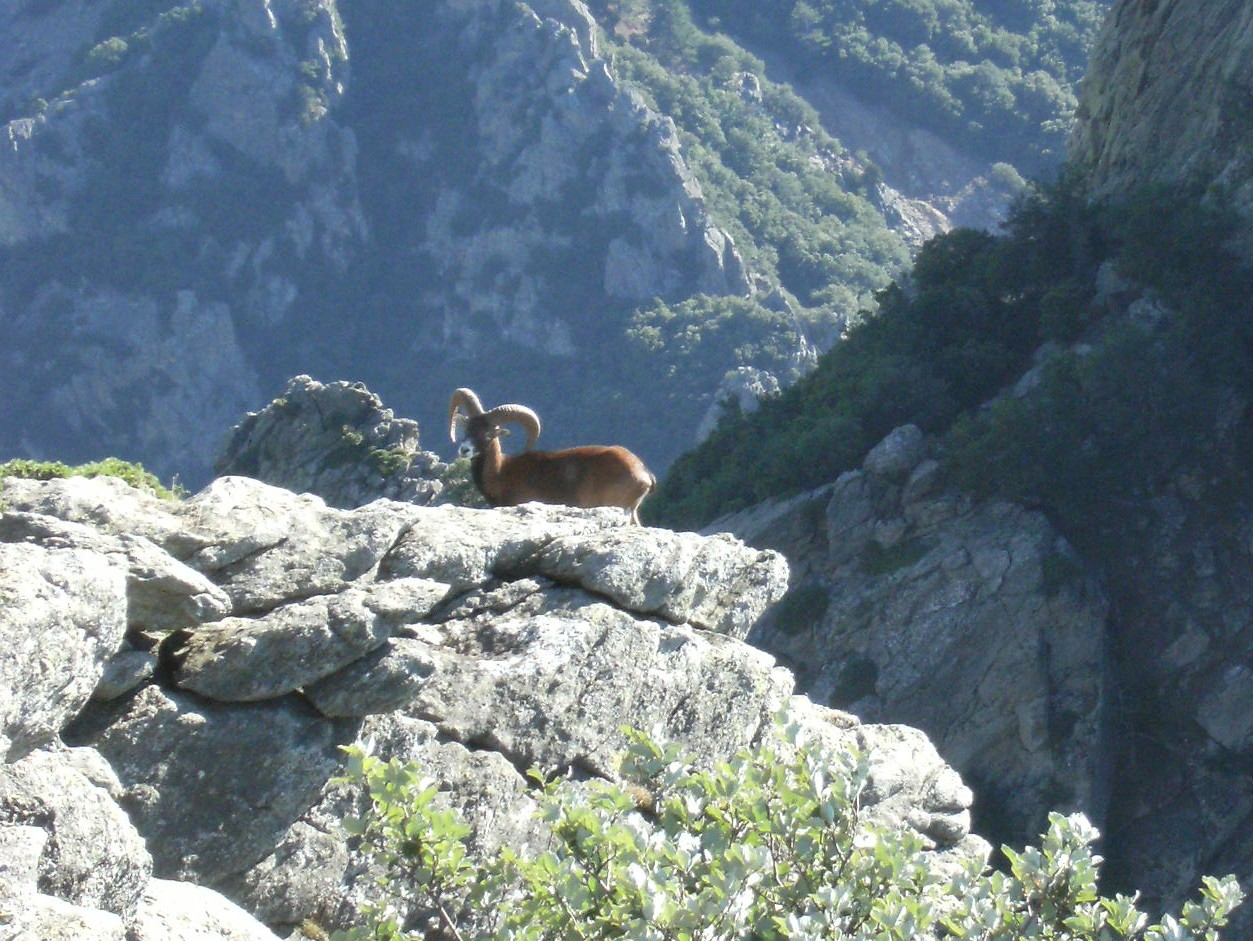
Mufloni nel Caroux
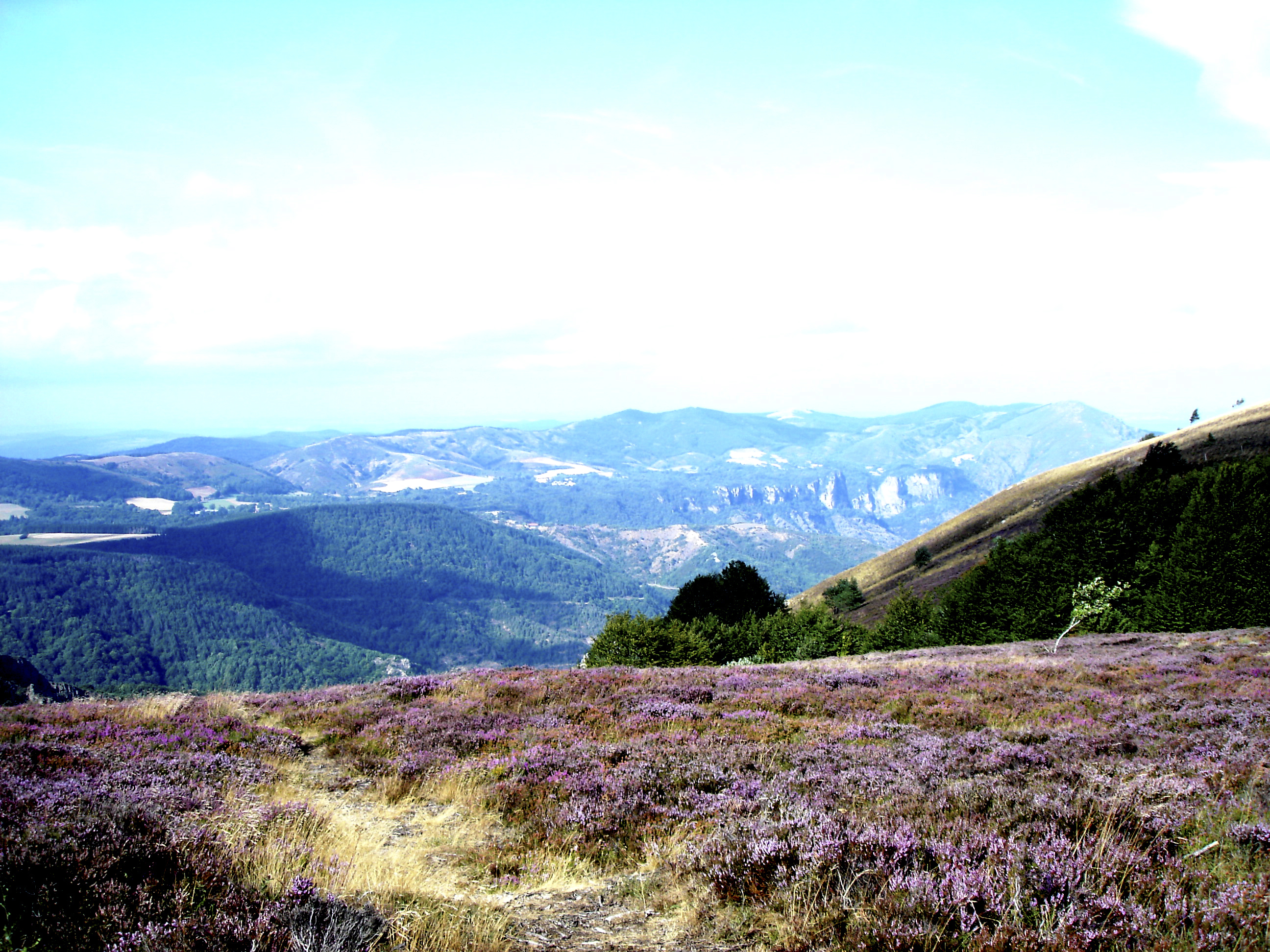
Castanet-le-Haut: veduta dall'Espinouse verso l'Aveyron. A destra, il monte di Marcou
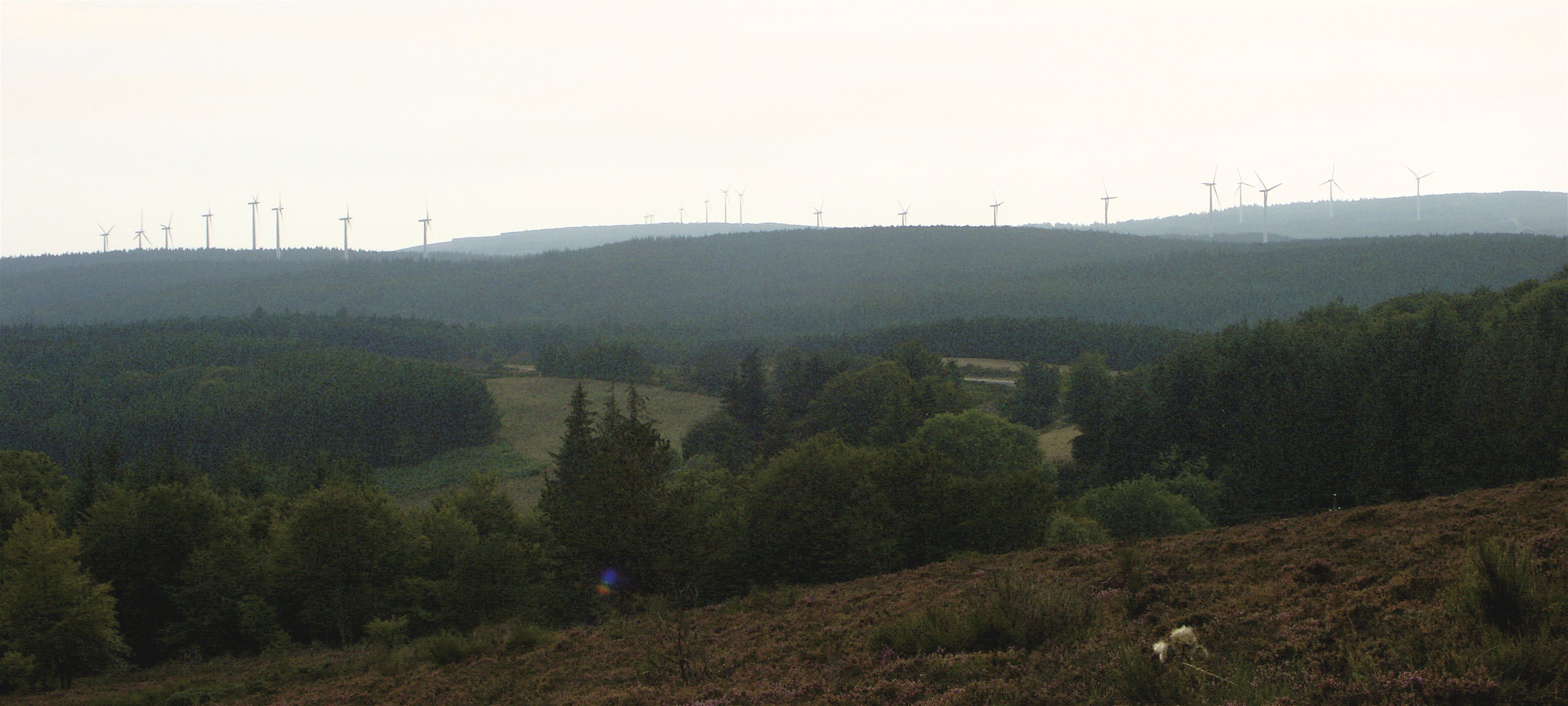
Pale eoliche sull'Espinouse